# São Mamede (Paraíba)
Pour les articles homonymes, voir São Mamede.
São Mamede est une ville brésilienne du centre de l'État de la Paraíba.
Sa population est estimée à 7 782 habitants en 2007. La municipalité s'étend sur 530 km2.